# Liste des œuvres musicales de Rameau

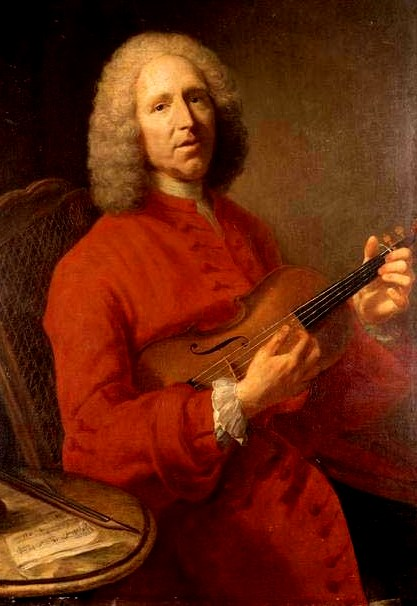
Jean-Philippe Rameau

Jean-Philippe Rameau est un des plus grands compositeurs français du XVIIIe siècle. Il a composé dans tous les genres de l'époque, ayant notamment une prédilection pour les ouvrages en direction de la scène.

## Compositions par genre

### Œuvres instrumentales

#### Pièces pour clavecin
- Premier livre de pièces de clavecin (1706)
- Deuxième livre de pièces de clavecin (1724, contient un menuet en do majeur, une suite en mi mineur et une suite en ré majeur)
- Nouvelles suites de pièces de clavecin (1726/27, contient une suite en la mineur et une suite en sol mineur)
- La Dauphine (1747)
- Les petits marteaux

#### Musique de chambre
- Pièces de clavecin en concerts (1741, contient cinq suites pour clavecin, violon et viole de gambe)

### Motets
- Deus noster refugium (environ 1713–1715)
- In convertendo (en) (probablement composé avant 1720, révisé en 1751)
- Quam dilecta (environ 1713–1715)
- Laboravi (publié dans le Traité de l'harmonie, 1722)

### Canons
- Ah! loin de rire, pleurons (soprano, alto, ténor, basse, publié en 1722)
- Avec du vin, endormons-nous (2 sopranos et ténor, 1719)
- L'épouse entre deux draps (3 sopranos, attribué de façon formelle à François Couperin)
- Je suis un fou Madame (3 voix égales, 1720)
- Mes chers amis, quittez vos rouges bords (3 sopranos et 3 basses, publié en 1780)
- Réveillez-vous, dormeur sans fin (5 voix égales, publié en 1722)
- Si tu ne prends garde à toi (2 sopranos et basse, 1720)

### Airs
- L'amante préoccupée ou À l'objet que j'adore (soprano et basse continue, 1763)
- Lucas, pour se gausser de nous (soprano, basse et basse continue, publié en 1707)
- Non, non, le dieu qui sait aimer (soprano et basse continue, 1763)
- Un Bourbon ouvre sa carrière ou Un héros ouvre sa carrière (1751, air pour alto et basse continue issu d'Acanthe et Céphise mais enlevé avant la création et jamais réintroduit)

### Cantates
- L'Enlèvement d'Orithie ou Aquilon et Orithie (entre 1715 et 1720)
- Thétis (même période)
- L’Impatience (même période)
- Les Amants trahis (autour de 1720)
- Orphée (même période)
- Le Berger fidèle (1728)
- Cantate pour le jour de la Saint Louis (1740)

### Opéras et musiques de scène

#### Tragédies en musique
- Hippolyte et Aricie (1733, révisé en 1742)
- Castor et Pollux (1737, révisé en 1754)
- Dardanus (1739, révisé en 1744 et en 1760)
- Zoroastre (1749, révisé en 1756, avec de nouvelles musiques pour les actes II, III et V)
- Les Boréades or Abaris (jamais interprétée du vivant de Rameau, en répétition en 1763)

#### Opéra-ballets
- Les Indes galantes (1735, révisé en 1736)
- Les Fêtes d'Hébé ou les Talents Lyriques (1739)
- Les Fêtes de Polymnie (1745)
- Le Temple de la Gloire (1745, révisé en 1746)
- Les Fêtes de l'Hymen et de l'Amour ou Les Dieux d’Égypte (1747)
- Les Surprises de l'amour (1748, révisé en 1757)

#### Pastorales héroïques
- Zaïs (1748)
- Naïs (1749)
- Acanthe et Céphise ou La sympathie (1751)
- Daphnis et Églé (1753)

### Comédies lyriques
- Platée ou Junon jalouse (1745)
- Les Paladins ou Le Vénitien (1760)

### Comédie-ballet
- La Princesse de Navarre (1744)

### Actes de ballet
- Les courses de Tempé (1734)
- Les Fêtes de Ramire (1745)
- Pygmalion (1748)
- La Guirlande ou Les fleurs enchantées (1751)
- Les Sybarites ou Sibaris (1753)
- La Naissance d'Osiris ou La Fête Pamilie (1754)
- Anacréon (1754)
- Anacréon (il s'agit d'une œuvre complètement différente de la précédente, 1757, troisième entrée de Les Surprises de l'amour)
- Zéphire (date inconnue)
- Nélée et Myrthis (date inconnue)
- Io (inachevé, date inconnue)

### Ouvrages perdus
- Musique de scène pour L'Endriague (3 actes, 1723, musique perdue)
- Musique de scène pour L'enrôlement d'Arlequin (1 acte, 1726, musique perdue)
- Musique de scène pour La robe de dissension ou Le faux prodige (2 actes, 1726, musique perdue)
- Musique de scène pour La rose ou Les jardins de l'Hymen (prologue et 1 acte, 1744, musique perdue)
- Samson (tragédie en musique, interprétée en partie en 1734)
- Linus (tragédie en musique, (1752, partition égarée après une répétition)
- Lysis et Délie (pastorale, représentée le 6 novembre 1753)

## Liste des œuvres
En 2007, Sylvie Bouissou et Denis Herlin ont réalisé un catalogue thématique des œuvres de Rameau, contenant 62 items principaux. Le sigle RCT (Rameau Catalogue Thématique) renvoie donc à ce catalogue.
- RCT 1 : Premier livre de clavecin (1706)
- RCT 2 : Suite en mi mineur extraite des Pièces de clavecin (1724)
- RCT 3 : Suite en ré majeur extraite des Pièces de clavecin (1724)
- RCT 4 : Menuet en do majeur extrait des Pièces de clavecin (1724)
- RCT 5 : Suite en la mineur extraite des  Nouvelles suites de pièces de clavecin (1726/27) –
- RCT 6 : Suite en sol mineur extraite des Nouvelles suites de pièces de clavecin (1726/27)
- RCT 7 : Concert I en do mineur extrait des Pièces de clavecin en concerts (1741, pour clavecin, violon et viole de gambe)
- RCT 8 : Concert II en sol majeur extrait des Pièces de clavecin en concerts (1741, pour clavecin, violon et viole de gambe)
- RCT 9 : Concert III en la majeur extrait des Pièces de clavecin en concerts (1741, pour clavecin, violon et viole de gambe)
- RCT 10 : Concert IV en si bémol majeur extrait des Pièces de clavecin en concerts (1741, pour clavecin, violon et viole de gambe)
- RCT 11 : Concert V en ré mineur extrait des Pièces de clavecin en concerts (1741, pour clavecin, violon et viole de gambe)
- RCT 12 : La Dauphine (1747, pièce pour clavecin)
- RCT 12bis : Les petits marteaux (pièce pour clavecin)
- RCT 13 : Deus noster refugium (vers 1713–1715, motet)
- RCT 14 : In convertendo (en) (probablement avant 1720, révisé en 1751, motet)
- RCT 15 : Quam dilecta (vers 1713–1715, motet)
- RCT 16 : Laboravi (publié dans le Traité de l'harmonie, 1722, motet)
- RCT 17 : Ah! loin de rire, pleurons (publié en 1722, canon pour soprano, alto, ténor et basse)
- RCT 18 : Avec du vin, endormons-nous (1719, canon pour 2 sopranos et ténor)
- RCT 18bis : L'épouse entre deux draps (attribué à François Couperin, canon pour 3 sopranos)
- RCT 18ter : Je suis un fou Madame (1720, canon pour 3 voix égales)
- RCT 19 : Mes chers amis, quittez vos rouges bords (publié en 1780, canon pour 3 sopranos et 3 basses)
- RCT 20 : Réveillez-vous, dormeur sans fin (publié en 1722, canon pour 5 voix égales)
- RCT 20bis : Si tu ne prends garde à toi (1720, canon pour 2 sopranos et basse)
- RCT 21.1 : L'amante préoccupée ou A l'objet que j'adore (1763, air pour soprano et basse continue)
- RCT 21.2 : Lucas, pour se gausser de nous (publié en 1707, air pour soprano, basse et basse continue)
- RCT 21.3 : Non, non, le dieu qui sait aimer (soprano et basse continue, 1763, air)
- RCT 21.4 : Un Bourbon ouvre sa carrière ou Un héros ouvre sa carrière (1751, air pour alto et basse continue issu d'Acanthe et Céphise mais enlevé avant la création et jamais réintroduit)
- RCT 22 : Les Amants trahis (autour de 1720, cantate)
- RCT 23 : Aquilon et Orithie (entre 1715 et 1720, cantate)
- RCT 24 : Le Berger fidèle (1728, cantate)
- RCT 25 : Cantate pour le jour de la Saint Louis (1740, cantate)
- RCT 26 : L’Impatience (entre 1715 et 1720, cantate)
- RCT 27 : Orphée (autour de 1720, cantate)
- RCT 28 : Thétis (entre 1715 et 1720, cantate)
- RCT 29 : Acanthe et Céphise ou La sympathie (1751, pastorale héroïque)
- RCT 30 : Anacréon (1754, acte de ballet)
- RCT 31 : Les Boréades ou Abaris (jamais interprété, en répétition en 1763, tragédie en musique)
- RCT 32 : Castor et Pollux (1737, révisé en 1754, tragédie en musique)
- RCT 33 : Les courses de Tempé (1734, acte de ballet)
- RCT 34 : Daphnis et Églé (1753, pastorale héroïque)
- RCT 35 : Dardanus (1739, révisé en 1744 et 1760, tragédie en musique)
- RCT 36 : Musique de scène pour L'endriague (3 actes, 1723, musique perdue)
- RCT 37 : Musique de scène pour L'enrôlement d'Arlequin (1 acte, 1726, musique perdue)
- RCT 38 : Les Fêtes de l'Hymen et de l'Amour ou Les Dieux d'Egypte (1747, opéra-ballet)
- RCT 39 : Les Fêtes de Polymnie (1745, opéra-ballet)
- RCT 40 : Les Fêtes de Ramire (1745, acte de ballet)
- RCT 41 : Les Fêtes d'Hébé ou Les Talents Lyriques (1739, opéra-ballet)
- RCT 42 : La Guirlande ou Les fleurs enchantées (1751, acte de ballet)
- RCT 43 : Hippolyte et Aricie (1733, révisé en 1742, tragédie en musique)
- RCT 44 : Les Indes galantes (1735, révisé en 1736, opéra-ballet)
- RCT 45 : Io (inachevé, date inconnue, acte de ballet)
- RCT 46 : Linus (1752, tragédie en musique, ouvrage perdu)
- RCT 47 : Lysis et Délie (représenté le 6 novembre 1753, pastorale, ouvrage perdu)
- RCT 48 : La Naissance d'Osiris or La Fête Pamilie (1754, acte de ballet)
- RCT 49 : Naïs (1749, pastorale héroïque)
- RCT 50 : Nélée et Myrthis (date inconnue, acte de ballet)
- RCT 51 : Les Paladins ou Le Vénitien (1760, comédie lyrique)
- RCT 52 : Pygmalion (1748, acte de ballet)
- RCT 53 : Platée ou Junon jalouse (1745, comédie lyrique)
- RCT 54 : La Princesse de Navarre (1744, comédie-ballet)
- RCT 55 : Musique de scène pour La robe de dissension or Le faux prodige (2 actes, 1726, musique perdue)
- RCT 55bis : Musique de scène pour La rose ou Les jardins de l'Hymen (prologue et 1 acte, 1744, musique perdue)
- RCT 56 : Samson (interprété partiellement en 1734, tragédie en musique, ouvrage perdu)
- RCT 57 : Les Sybarites ou Sibaris (1753, acte de ballet)
- RCT 58 : Les Surprises de l'amour (1748, révisé (notamment avec l'ajout d'une troisième entrée, Anacréon) en 1757, opéra-ballet)
- RCT 59 : Le Temple de la Gloire (1745, révisé en 1746, opéra-ballet)
- RCT 60 : Zaïs (1748, pastorale héroïque)
- RCT 61 : Zéphire (date inconnue, acte de ballet)
- RCT 62 : Zoroastre (1749, révisé en 1756, avec de nouvelles musiques pour les actes II, III et V, tragédie en musique)